# 39. Kavallerie-Brigade (Deutsches Kaiserreich)
Die 39. Kavallerie-Brigade war ein Großverband der Preußischen Armee.

## Geschichte
Die 39. Kavallerie-Brigade wurde auf der Grundlage des Gesetzes von 1905 zum 1. Oktober 1908 im elsässischen Colmar aufgestellt und gehörte bis 1914 zur 39. Division mit Sitz in Colmar, die von 1912 an dem XV. Armee-Korps zugeordnet war.
Mit der Mobilmachung wurde sie zunächst aufgelöst und am 28. September 1914 im Feld als Teil der 4. Kavallerie-Division wieder errichtet. Vom 1. Februar 1917 bis zum 6. April 1918 kämpfte sie als Teil der 8. Kavallerie-Division und kam anschließend bis zum Kriegsende wieder zur 4. Kavallerie-Division.

### Gliederung
- 1908–1914

Kurmärkisches Dragoner-Regiment Nr. 14, Jäger-Regiment zu Pferde Nr. 3
- Kriegsgliederung bei Mobilmachung 1914

Wie vor
- Kriegsgliederung am 10. Juni 1918

Landwehr-Infanterie-Regiment Nr. 38, Landwehr-Infanterie-Regiment Nr. 40, Landwehr-Infanterie-Regiment Nr. 436 und Arko 143

### Erster Weltkrieg 1914 bis 1918
Die Brigade kämpfte im Verband der 8. Kavallerie-Division zunächst an der West- und ab September 1914 an der Ostfront. Ende März 1918 kam sie noch einmal an die Westfront zurück.
Zu den Kampfhandlungen, Gefechten und Schlachten siehe Kampfgeschehen der 8. Kavallerie-Division und der 4. Kavallerie-Division.

### Brigadekommandeure
| Name                          | Datum                                    |
| ----------------------------- | ---------------------------------------- |
| Alexander Torgany             | 25. September 1908 bis 17. November 1911 |
| Friedrich von Krane           | 18. November 1911 bis 10. Oktober 1914   |
| Julius Koch                   | 11. Oktober 1914 bis 4. Dezember 1915    |
| Viktor von Rosenberg-Lipinski | 5. Dezember 1915 bis 15. Januar 1918     |
| Eginhard Eschborn             | 16. Januar 1918 bis 23. Dezember 1918    |